# Sloanea regelii
Sloanea regelii är en tvåhjärtbladig växtart som beskrevs av Karl Moritz Schumann. Sloanea regelii ingår i släktet Sloanea och familjen Elaeocarpaceae. Inga underarter finns listade i Catalogue of Life.